# تبرته
روستای موقوفه تبرته، روستایی در دهستان فرمهین، از توابع شهرستان فراهان در استان مرکزی، ایران است. این روستا در ۱۳ کیلومتری غرب فرمهین واقع است. این روستا بسیار کهن و وجه تسمیه آن نامشخص است. این روستا در گویش محلی «تبرتو» گفته می‌شود احتمالاً این روستا از بقایای شهر قدیمی [طبرتو] باشد. گویش مردم این روستا، به فارسی میانه شبیه است و بسیاری از واژگان کهن فارسی هنوز در گویش تبرته رایج است. از ویژگی‌های این گویش، استفاده از پیشوندهای رایج افعال در فارسی میانه مانند [ها] و [ب] است مانند [هاگرتن=ها گرفتن][هادادن][بگرتن=بگرفتن]. قدیمی‌ترین سندی که از تبرته نام برده شده، کتاب تاریخ قم است که به موقوفه بودن آن توسط فتحعلی شاه قاجار اشاره می کند که فتحعلی شاه قاجار این روستا را وقف کرده است . تپه‌های باستانی چون خدر، غروق، مشا و سنگ‌نگاره‌های کوه یال، لره و بقایای جاده شاهی و بنای امامزاده شاهزاده عبدالله و کلبه‌خرابه‌ها نشان از قدمت این روستا دارد.
این روستا ۱۰۰۰ نفر جمعیت دارد

## جمعیت روستا
این موقوفه در دهستان فرمهین قرار دارد و براساس سرشماری مرکز آمار ایران در سال ۱۳۸۵، جمعیت آن ۱٬۰۶۴ نفر (۲۵۱ خانوار) بوده‌است.

## وقف
این روستا از جمله موقوفات آستان مقدس حرم حضرت معصومه (س) می باشد.